# Haltwhistle

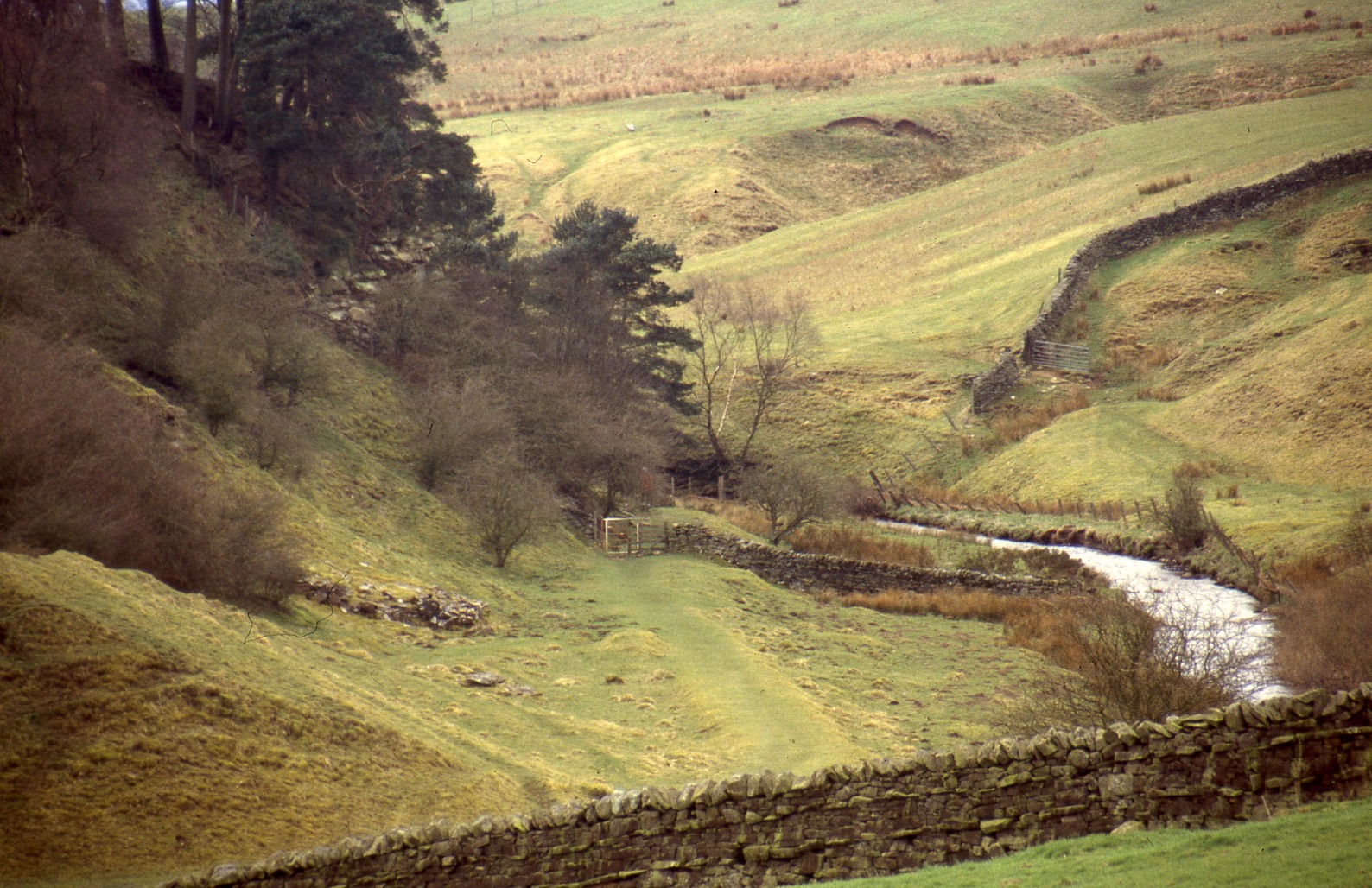
Campagne proche d'Haltwhistle

Haltwhistle est une petite ville et une paroisse civile dans le comté de Northumberland, en Angleterre.
Elle est située à 16 km à l'est de Brampton, près du mur d'Hadrien, et des villages de Plenmeller, Rowfoot et Melkridge. Il y a, non loin de là, le site du camp romain d'Aesica.
Haltwhistle est desservie par le train depuis 1835, ce qui permet son essor industriel. Comptant des mines de charbon et de plomb, elle s'est ensuite reconvertie dans l'industrie chimique, de plasturgie et de peinture. Le liquide antigel des avions y est notamment fabriqué.
En 1994, un habitant de Haltwhistle établit à partir de calculs que le centre géographique de la Grande-Bretagne se trouve à Haltwhistle, baptisant son hôtel Centre of Britain, dans une maison fortifiée du XVe siècle, bâtie pour résister aux raids des clans anglo-écossais des Reivers. La ville s'enorgueillit depuis de ce titre, notamment pour des raisons touristiques. Cependant, au début des années 2000, un Australien a établi le centre de la Grande-Bretagne à Hinckley, à 350 km de là.